# Paul Busse-Grawitz

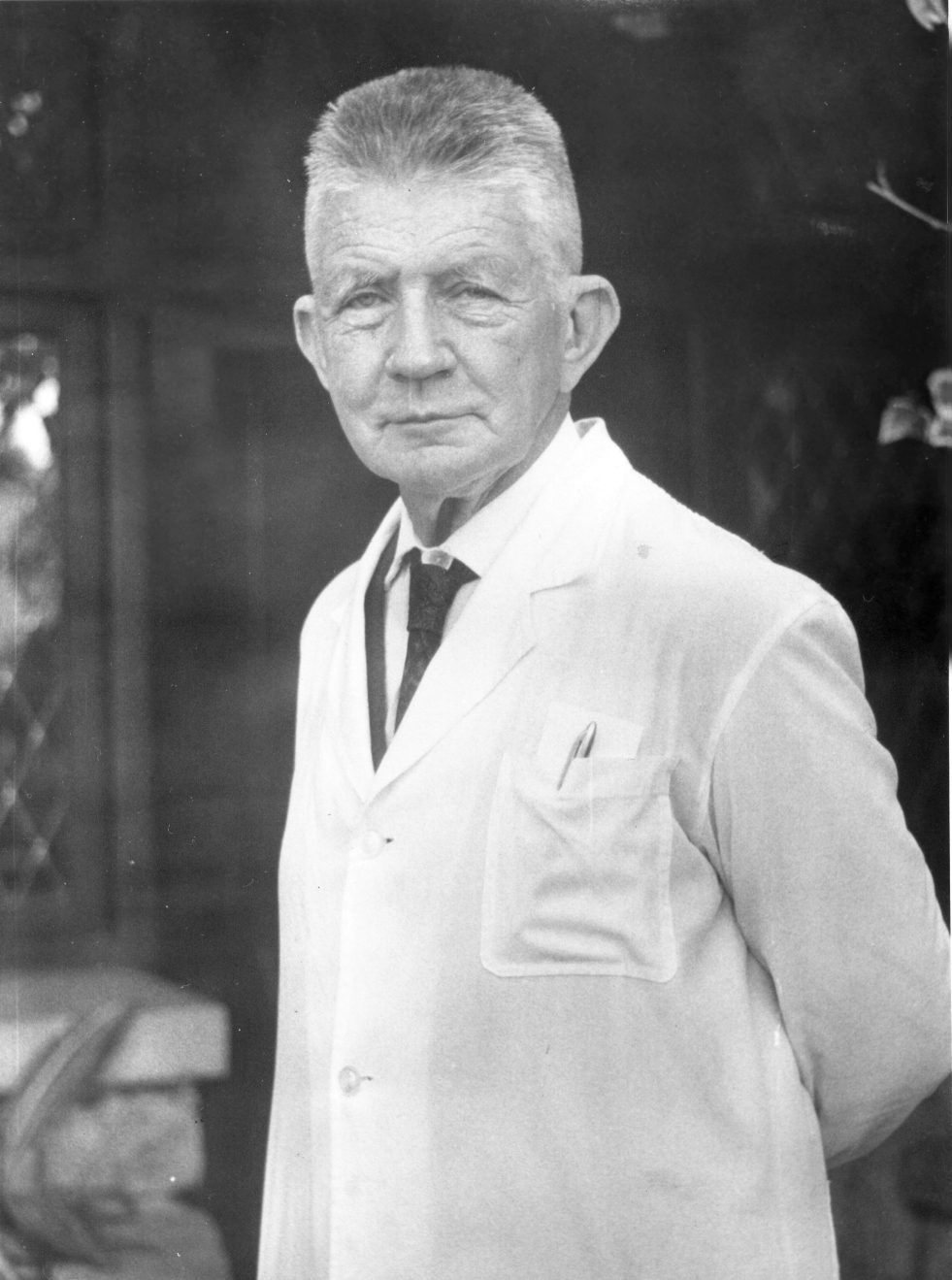
Paul Busse-Grawitz Anfang 1970 vor seinem Sanatorium in Argentinien

Paul Busse-Grawitz, span. Pablo Busse Grawitz, (* 21. Juni 1900 in Greifswald, Provinz Pommern; † 24. Juni 1983 in Córdoba (Argentinien)) war ein deutscher Pathologe.

## Leben
Busses Eltern waren der Pathologe Otto Busse und dessen Frau Lotte Grawitz. Sein Großvater war der Pathologe Paul Grawitz.
Er studierte ab 1922 an der Königlichen Universität zu Greifswald und der Universität Zürich Medizin. 1923 wurde er in Greifswald zum Dr. med. promoviert. Danach heuerte er als Schiffsarzt bei der deutschen Handelsmarine an. Als sein Schiff 1926 zum zweiten Mal in Argentinien anlegte, blieb Busse in diesem Land. Er kam wegen des Bergsteigens nach Córdoba. Seine deutsche Approbation wurde 1927 von der Universidad Nacional de Córdoba anerkannt. Während des Studiums in Córdoba arbeitete er als diensthabender Arzt im italienischen Krankenhaus. Bei seiner Arbeit fielen ihm häufige Erkrankungen der Verdauungsorgane auf. Er entwickelte eine Behandlungsmethode gegen einzellige Parasiten. Die Friedrich-Wilhelms-Universität zu Berlin verlieh ihm 1939 die Ehrenprofessur. Am 5. Januar 1946 eröffnete er das »Sanatorio Dietético Serrano Diquecito«. In dem Sanatorium für Ernährungsfragen befasste er sich auch mit Heilfasten. 1960 wurde ihm das Große Bundesverdienstkreuz verliehen. Tierversuche widerlegten 1974 seine These, dass Leukozyten der Hornhaut aus kollagenen und elastischen Fasern stammen. Um seine Leistungsfähigkeit im Alter zu testen, unternahm er im südamerikanischen Hochsommer (zwischen den Jahren) ausgedehnte Wanderungen in der Atacama-Wüste. Seine Aufzeichnungen waren die Grundlage für den Bau einer dortigen Straße. Auf großer Höhe ließ er sich in der Wüste begraben, mit einem Kopfkissen, das mit Sand aus Greifswald gefüllt war.

## Veröffentlichungen
- Theorie des früheren Greifswalder Pathologen Paul Grawitz zu neuem Leben zu erwecken. Clinical Alemana, Córdoba 1939.
- Experimentelle Grundlagen zu einer modernen Pathologie. Von der Zellular- zur Molekularpathologie. Benno Schwabe, Basel 1946.